# Danièle Parola
Danièle Parola (née Yvonne Canale-Parola le 28 mars 1905 dans le 6e arrondissement de Paris, ville où elle est morte le 2 septembre 1998 dans le 4e arrondissement) est une actrice française.

## Biographie
Modèle du peintre Moïse Kisling, Danièle Parola débute chez Rip, avec Arletty. En 1927, elle épouse le producteur André Daven (1899-1981), directeur artistique du Théâtre des Champs-Élysées, où il monte la Revue nègre avec Joséphine Baker, puis collaborateur à Berlin de la UFA.

## Filmographie
- 1927 : Les Transatlantiques de Pierre Colombier
- 1928 : La Danseuse à l'orchidée de Léonce Perret
- 1929 : Paris Girls de Henry Roussell
- 1929 : La Meilleure Maîtresse de René Hervil
- 1929 : L'Aventure de Luna Park d'Albert Préjean - court métrage -
- 1930 : Dans une île perdue d'Alberto Cavalcanti
- 1931 : Les Amours de minuit (Mitternachtsliebe) de Augusto Genina et Marc Allégret (version française) : Georgette
- 1931 : Mitternachtsliebe de Carl Froelich (version allemande) : Georgette
- 1931 : Je t'adore, mais pourquoi ? de Pierre Colombier
- 1931 : L'Inconstante de Hans Behrendt André Rigaud et Georges Root
- 1932 : Le Dernier Choc de Jacques de Baroncelli
- 1932 : IF1 ne répond plus de Karl Hartl : Nora
- 1932 : Stupéfiants de Kurt Gerron et Roger Le Bon
- 1934 : La Veuve joyeuse (The Merry Widow) d'Ernst Lubitsch, versions américaine et française
- 1935 : Le Baron tzigane (Der Zigeunerbaron) de Karl Hartl et Henri Chomette — dans les deux versions, allemande et française
- 1936 : Aventure à Paris de Marc Allégret
- 1936 : Sous les yeux d'Occident de Marc Allégret : Nathalie
- 1937 : Balthazar de Pierre Colombier
- 1937 : Aloha, le chant des îles de Léon Mathot

## Théâtre
- 1935 : La Revue des Nouveautés, revue de Rip, théâtre des Nouveautés